# 魔法花園芙蘿蕾
《魔法花園芙蘿蕾》（お花畑のフローレ）是日本工畫堂所製作的花朵育成遊戲，由大宇資訊代理。

## 概要
以《小魔女帕妃》的3年前的費洛愛爾摩斯為舞台。與可愛的外表相反，難度是全系列中最高。
在2002年10月11日，由發售，為GREAT系列（該社的廉價版品牌）。在2005年3月25日，工畫堂發售系列中5部作品的合輯「小魔女帕妃完全版」。

## 故事
就讀費洛愛爾摩斯魔法學院初等科的少女・芙蘿蕾是個愛花之人。在某一日，芙蘿蕾與一個叫梅默莉亞的少女相遇。梅默莉亞是位於費洛愛爾摩斯大公園的「守護之樹」的精靈，在與芙蘿蕾相遇時已經失去力量。
失去力量的「守護之樹」面臨在春天就會被砍掉的命運。在那之前，梅默莉亞還有一個願望，就是再見一次其心上人—位於城外的「戀人之樹」，於是芙蘿蕾決心要令鎮上充滿花朵。

## 登場人物
芙蘿蕾‧米爾菲亞（聲：三五美奈子）
在魔法學院初等科上學的11歲少女。最非常喜歡花，為了幫助失去力量的「守護之樹」—梅默莉亞，要令費洛愛爾摩斯回到往昔一樣，鎮上充滿花朵而努力奮鬥。
芙蘿蕾的母親（聲：渡邊優子）
宮廷的園藝師，教導芙蘿蕾養育花朵的方法。本名不明。
梅默莉亞（聲：宮川美保）
費洛愛爾摩斯的「守護之樹」的精靈，本體預定五月時會被砍掉。外觀與芙蘿蕾相似。
喪去力量，為了取回力量必須令城鎮像以往一樣充滿花朵。
帕妃‧修克雷爾（聲：古山貴實子）
黒貓魔法店的獨生女。芙蘿蕾的魔法學院同級生，最好的朋友。
仙蒂‧修克雷爾（聲：三田友子）
帕妃之母，黒貓魔法店的店主。
黑皮（聲：三田友子）
黒猫魔法店的使魔，黑貓。能理解人語，也能說人語。
蕾妮特‧科爾雪（聲：水樹奈奈）
微笑魔法店的長女。芙蘿蕾的魔法學院同級生。個性有點自大。
可可特‧科爾雪（聲：水橋香織）
微笑魔法店的次女。9歲。與姐姐不同，個性坦率。
愛琳婆婆
對芙蘿蕾的花壇留下深刻印象，把珍貴花朵的培育方法和送種子及肥料給芙蘿蕾。全名愛琳‧渥夫韓德‧江達爾夫。
安格利
「安格利泰格餐館」的店主。

## 系統
- 遊戲期間是1月1日開始的4個月（該世界的1個月有24日（6日為1週，一月四週））。以在四個月中把費洛愛爾摩斯種滿花朵為目的。
- 道具（如種子和肥料）能以自宅花鋪所種植的花製成的乾燥花、花束花圈、花茶等等物品，以物換物方式與居民換取。

- 在上午需於魔法學院上課，於下午自由行動。在晚上10時後為休息時間，但如是外出中的話，能行動至凌晨2時，於凌晨2時強制回家。
- 在前作中，「想睡」的狀態不會出現，但要注意的是，製作道具時到達凌晨2時的話，所有材料會白白浪費。

- 地圖上的項目與《帕妃》、《蕾妮特》一樣，並增加愛琳婆婆的家與安格利泰格兩個地方。

## 製作成員
- 人物設定：藤之宮深森（TENKY）

## 主題歌
主題曲「花束の招待状」（花束的邀請函）
作詞：りとる・ぽえまーなおきち
作曲・編曲：江戸川ちゃあこ
主唱：三五美奈子

## 外部連結
- お花畑のフローレ （页面存档备份，存于）（工畫堂官方網頁）（日語）